# Course d'Italie des voitures de tourisme
La Course d'Italie des voitures de tourisme (FIA WTCC Race of Italy) est une épreuve du Championnat du monde des voitures de tourisme qui s'est déroulée en Italie de 2005 à 2013. Les courses ont lieu sur l'Autodromo Nazionale di Monza, en Lombardie. 

## Histoire
En 2005, pour le retour du WTCC, la Course d'Italie des voitures de tourisme constitue la première épreuve du championnat. De 2005 à 2008, l'épreuve a lieu à Monza. En 2009, les courses se déroulent à Imola afin d'éviter le télescopage avec le calendrier de Formule 1. Imola a également accueilli, en 2005, la Course WTCC de Saint-Marin puis, en 2008, la Course WTCC d'Europe. De 2010 à 2013, les courses ont de nouveau lieu à Monza. 
Le recordman des victoires est le pilote français Yvan Muller avec sept succès. Gabriele Tarquini est le seul pilote à s'être imposé à domicile : en 2008 lors de la seconde manche et en 2009, lors de la première manche. 

## Palmarès
| Année | Course   | Pilote            | Voiture    | Lieu  | Résultat |
| ----- | -------- | ----------------- | ---------- | ----- | -------- |
| 2005  | Course 1 | Dirk Müller       | BMW        | Monza | Résultat |
| 2005  | Course 2 | James Thompson    | Alfa Romeo | Monza | Résultat |
| 2006  | Course 1 | Andy Priaulx      | BMW        | Monza | Résultat |
| 2006  | Course 2 | Augusto Farfus    | Alfa Romeo | Monza | Résultat |
| 2007  | Course 1 | Yvan Muller       | SEAT Sport | Monza | Résultat |
| 2007  | Course 2 | Jordi Gené        | SEAT Sport | Monza | Résultat |
| 2008  | Course 1 | Yvan Muller       | SEAT Sport | Monza | Résultat |
| 2008  | Course 2 | Gabriele Tarquini | SEAT Sport | Monza | Résultat |
| 2009  | Course 1 | Gabriele Tarquini | SEAT Sport | Imola | Résultat |
| 2009  | Course 2 | Yvan Muller       | SEAT Sport | Imola | Résultat |
| 2010  | Course 1 | Andy Priaulx      | BMW        | Monza | Résultat |
| 2010  | Course 2 | Yvan Muller       | Chevrolet  | Monza | Résultat |
| 2011  | Course 1 | Robert Huff       | Chevrolet  | Monza | Résultat |
| 2011  | Course 2 | Robert Huff       | Chevrolet  | Monza | Résultat |
| 2012  | Course 1 | Yvan Muller       | Chevrolet  | Monza | Résultat |
| 2012  | Course 2 | Yvan Muller       | Chevrolet  | Monza | Résultat |
| 2013  | Course 1 | Yvan Muller       | Chevrolet  | Monza | Résultat |
| 2013  | Course 2 | Yvan Muller       | Chevrolet  | Monza | Résultat |
| 2017  | Course 1 | Tom Chilton       | Citroën    | Monza | Résultat |
| 2017  | Course 2 | Thed Björk        | Volvo      | Monza | Résultat |